# Forsby, Uppsala kommun
Forsby är en by i Björklinge socken, Uppsala kommun, invid länsväg C 645, cirka 5 km nordväst om Björklinge.
Länsväg C 646 går från Forsby mot länsväg C 600. Orten består numera av några bondgårdar, ett antal villor samt en bygdegård. Vid Forsbybro finns ett snickeri.